# Game of Clones
Game of Clones é um reality show americano de namoro na televisão. O reality estreou na MTV em 21 de fevereiro de 2019.

## Elenco
| Elenco              | Temporada original           | Clones de celebridades |
| ------------------- | ---------------------------- | ---------------------- |
| Pauly D             | Jersey Shore                 | Megan Fox              |
| Kailyn Lowry        | Teen Mom 2                   | Quavo                  |
| Nicole Zanatta      | Real World: Skeletons        | Ciara                  |
| Derrick Henry       | Are You the One?             | Gigi Hadid             |
| Kam Williams        | Are You the One?             | Dwayne Johnson         |
| Cara Maria Sorbello | The Challenge: Fresh Meat II | Jason Momoa            |
| Leroy Garrett       | The Real World: Las Vegas    | Jennifer Lopez         |